# Глубокое (Кировоградская область)
Глубо́кое (укр. Глибоке) — село в Приютовской поселковой общине Александрийского района Кировоградской области Украины.
Население по переписи 2001 года составляло 45 человек. Почтовый индекс — 28033. Телефонный код — 5235. Код КОАТУУ — 3520385204.